# Mountain biking ai Giochi dei piccoli stati d'Europa
La mountain biking è inserito nel programma dei Giochi dei piccoli stati d'Europa dalla tredicesima edizione che si è svolta nel 2009.

## Edizioni
| Giochi | Anno | Sede          | Gare          |
| ------ | ---- | ------------- | ------------- |
| XIII   | 2009 | Cipro         | 2             |
| XIV    | 2011 | Liechtenstein | 2             |
| XV     | 2013 | Lussemburgo   | 2             |
| XVI    | 2015 | Islanda       | Non disputato |
| XVII   | 2017 | San Marino    | 3             |
| XVIII  | 2019 | Montenegro    | Non disputato |
| XIX    | 2023 | Malta         | Non disputato |
| XX     | 2025 | Andorra       | 4             |

## Medagliere complessivo
Aggiornato alla ventesima edizione
| Posiz. | Nazione       | Oro | Argento | Bronzo | Totale |
| ------ | ------------- | --- | ------- | ------ | ------ |
| 1      | Lussemburgo   | 4   | 2       | 2      | 8      |
| 2      | Cipro         | 6   | 5       | 4      | 15     |
| 3      | San Marino    | 2   | 2       | 2      | 6      |
| 4      | Liechtenstein | 1   | 2       | 1      | 4      |
| 5      | Andorra       | 0   | 1       | 2      | 3      |
| 6      | Monaco        | 0   | 1       | 0      | 1      |
| 7      | Islanda       | 0   | 0       | 1      | 1      |
| Totale | Totale        | 13  | 13      | 12     | 38     |